# Брезіцький Віктор Лук'янович
Ві́ктор Лук'я́нович Брезі́цький — капітан, Міністерство внутрішніх справ України.

## З життєпису
Станом на грудень 2008 року — оперативний працівник підрозділу боротьби з торгівлею людьми в Івано-Франківській області, старший лейтенант міліції. Нагороджений орденом «За мужність» III ступеня — ризикуючи власним життям, проявив виняткову мужність, рятуючи людей з полону при повені.

## Нагороди
29 вересня 2014 року — за особисту мужність і героїзм, виявлені у захисті державного суверенітету та територіальної цілісності України, вірність військовій присязі, відзначений — нагороджений орденом «За мужність» II ступеня.